# نهر إبراهيم
نهر إبراهيم هي إحدى المناطق اللبنانية من قرى قضاء جبيل في محافظة جبل لبنان تبعد عن بيروت مسافة 47 كم تبلغ مساحتها حوالي 3.4 كيلو متر مربع ترتفع ب 220 متر عن سطح البحر ويبلغ عدد سكانها حوالي 3000 نسمة .